# William Maxwell (jornalista)
William Maxwell (1860 – 1928) foi um jornalista britânico, soldado, escritor e funcionário público.

## Correspondente de guerra

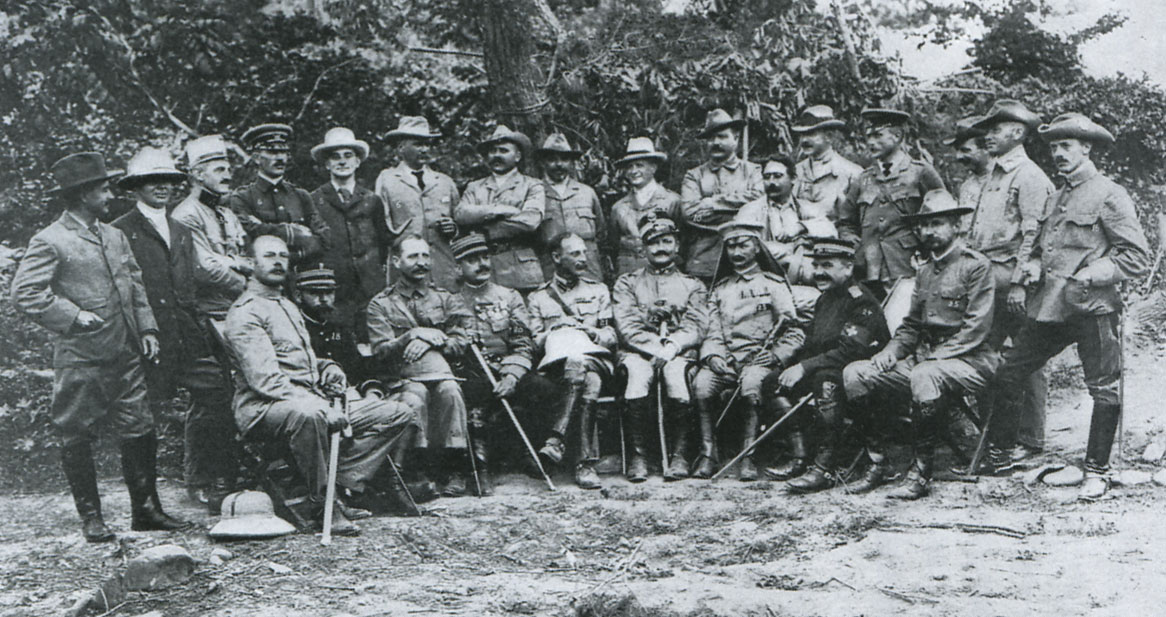
Adidos militares ocidentais e os correspondentes de guerra com as forças japonesas após a batalha de Shaho (1904): 1. Robert Collins; 2. David Fraser; 3. Capt. Francois Dhani; 4. Capt. James Jardine; 5. Frederick McKenzie; 6. Edward Knight; 7. Charles Victor-Thomas; 8. Oscar Davis; 9. William Maxwell; 10. Robert MacHugh; 11. William Dinwiddie; 12. Frederick Palmer; 13. Cap. Berkeley Vincent; 14. John Bass; 15. Martin Donohoe; 16. Capt. ____;　17. Capt. Carl von Hoffman; 18. ____; 19. ____; 20. ____; 21. Gen. Sr. Ian Hamilton; 22. ____; 23. ____; 24. ____; 25. ____.

William foi correspondente de guerra para o tabloide londrino Standard, cobrindo a vitória anglo-egípcio na batalha de Ondurmã (1898).
Encaminhou relatórios para Londres a partir da África do Sul durante a Segunda Guerra dos Bôeres (1899–1902). Ele sobreviveu à febre tifoide e relatou o cerco de Ladysmith. Seguiu a campanha do senhor Roberts desde a captura de Bloemfontein através de batalhas no Lydenberg e a Komatipoort.
Em 1905, demitiu-se do Standard, tornando-se correspondente internacional para o jornal britânico Daily Mail durante a Guerra Russo-Japonesa (1904–1905).
Antes da eclosão da Grande Guerra na Europa, cobriu a Guerra dos Bálcãs (1912).
Durante a Primeira Guerra Mundial, relatou a Primeira Batalha do Marne (setembro de 1914) para o jornal britânico Daily Telegraph. Pouco tempo depois, alistou-se com a patente de capitão e a atribuição ao estado maior (general).

## Depois da Grande Guerra
William foi nomeado cavaleiro pelo Rei em 1919.

## Obras selecionadas
- 1906 -- From Yalu to Port Arthur. Londres: Hutchinson & Co.  OCLC 2010584

## Homenagens
- 1906 — Ordem do Sol Nascente, Japão.[1]
- 1919 — título de cavaleiro.[1]